# Phantomime
Phantomime es el cuarto EP de la banda sueca de heavy metal Ghost. Fue lanzado el 19 de mayo de 2023 por Loma Vista Recordings y consta de cinco versiones de otros artistas. El primer sencillo del EP, una versión de la canción de Genesis "Jesus He Knows Me", fue lanzado el 9 de abril de 2023. El segundo y último sencillo, una versión de la canción de Iron Maiden "Phantom of the Opera", fue lanzado el 16 de mayo de 2023.

## Lista de canciones
| N.º | Título                                                            | Duración |  |
| 1.  | «See No Evil» (cover de Television)                               | 4:04     |  |
| 2.  | «Jesus He Knows Me» (cover de Genesis)                            | 4:05     |  |
| 3.  | «Hanging Around» (cover de The Stranglers)                        | 4:10     |  |
| 4.  | «Phantom of the Opera» (cover de Iron Maiden)                     | 7:23     |  |
| 5.  | «We Don't Need Another Hero (Thunderdome)» (cover de Tina Turner) | 4:10     |  |

## Personal
Ghost
- Papa Emeritus IV  – Voz
- A Group of Nameless Ghouls – Guitarra, bajo, teclado, batería, guitarra rítmica